# Lina Ben Mhenni
Lina Ben Mhenni (árabe: لينا بن مهني; Túnez, 22 de mayo de 1983-ibídem, 27 de enero de 2020) fue una activista y bloguera tunecina. Fue internacionalmente reconocida por su trabajo durante la revolución tunecina y en los años siguientes.

## Activismo

### Una bloguera reconocida
El blog de Ben Mhenni, A Tunisian Girl, está escrito en árabe, inglés, y francés. Durante el gobierno del expresidente tunecino Zine El Abidine Ben Ali hasta 2011, Ben Mhenni era una de las pocas blogueras que publicaban utilizando su nombre real en vez de adoptar un seudónimo para proteger su identidad. Su blog, así como sus cuentas de Facebook y Twitter, fueron censuradas bajo el régimen de Ben Ali.
Ben Mhenni empezó a publicar fotos y videos de las protestas y heridos por todo Túnez. En un esfuerzo para hacer al gobierno responsable por sus acciones durante las manifestaciones, visitó hospitales locales y tomó fotografías de los heridos a causa de la acción policial.

### Revolución tunecina
En mayo de 2010, Lina era una de las organizadoras centrales de protestas en Túnez contra la supresión del gobierno de los medios de comunicación y contra la censura del internet.
En enero de 2011, cubrió las semanas iniciales de la revolución tunecina desde la gobernación de Sidi Bouzid, en el interior del país. Ben Mhenni fue la única bloguera presente en las ciudades del interior de Kasserine y Regueb cuando las fuerzas gubernamentales masacraron a manifestantes en la zona. Sus reportes y publicaciones proporcionaron información sin censura a otros activistas tunecinos y a medios de comunicación internacionales.

### Activismo posterior
Desde que la revolución empezó y hasta su fallecimiento, Ben Mhenni desempeñó un rol prominente entre los blogueros y activistas prodemocracia de Túnez. Participó en las reformas del gobierno interino a los medios de comunicación y leyes de información, pero dimitió poco tiempo después. Continuó trabajando para conseguir libertad de prensa y derechos humanos en el país.
Fue una voz contra la corrupción del régimen, criticando al partido islamista Ennahda por tener un "doble discurso" que adoptó una postura reaccionaria en medios de comunicación sociales mientras sus dirigentes presentaban una imagen diferente a los medios de comunicación tradicionales, y reclamó la liberación de Alaa Abdel-Fatah por su arresto en octubre de 2011. En una editorial de 2014 para CNN, dijo que su activismo tras el derrocamiento de Ben Ali le había causado ser amenazada de muerte y debió requerir protección policial.
Ben Mhenni declaró que la revolución de Túnez "no se puede llamar una revolución de internet", e insistió en que la revolución en contra de Ben Ali se luchó "en terreno" a través de manifestaciones y resistencia. También declaró su creencia de que "la acción en el mundo digital tiene que ser combinada con acciones en el mundo real." Fue citada: “no basta publicar un estado, o un video, o compartir un hashtag. Tienes que trabajar en terreno, conocer personas, y estar presente durante las manifestaciones”.
Junto con su padre, comenzó una iniciativa para crear bibliotecas en prisiones para promover la cultura y el contraterrorismo, llegando a repartir unos 30 000 ejemplares. Fue profesora de la Universidad de Túnez, donde dictó cátedras de literatura inglesa. En sus meses finales, denunció el estado de los hospitales en la capital, Túnez.

## Vida personal
Ambos padres de Ben Mhenni fueron activistas: su padre, Sadok, fue prisionero político, miembro del movimiento Perspectivas tunecinas y uno de los fundadores del capítulo tunecino de Amnistía Internacional, y su madre Emna formaba parte del movimiento de unión estudiantil. Ben Mhenni padeció lupus. En 2007, recibió un trasplante de riñón de su madre y abogó desde su experiencia sobre la importancia de la donación de órganos. En 2007 y 2009 participó en los Juegos Mundiales de Trasplantados, ganando varias medallas en la disciplina de marcha atlética.
Entre 2008 y 2009, estudió en los Estados Unidos como parte del programa Fulbright, y enseñó árabe en la Universidad Tufts, cerca de Boston.
En 2018 sufrió el rechazo del riñón que tenía trasplantado, razón por la que necesitó diálisis varias veces por semana. Falleció en Túnez a los treinta y seis años el 27 de enero de 2020, a consecuencia de una insuficiencia renal. Medios de comunicación de diversos países destacaron la relevancia de su trabajo y su contribución en la lucha por los derechos humanos en su país y la región.

## Reconocimientos
En 2011, se informó que Ben Mhenni era candidata para recibir el Premio Nobel de la Paz por sus contribuciones y activismo durante la revolución tunecina, junto con los defensores de derechos humanos egipcios Israa Abdel Fattah y Wael Ghonim.
Recibió el Premio de Blog Internacional de la Deutsche Welle por su blog A Tunisian Girl en abril de 2011. En octubre del mismo año, ganó el Premio de Periodismo Internacional de El Mundo por su "lucha por la libertad".